# Alnus lanata
Alnus lanata là một loài thực vật có hoa trong họ Betulaceae. Loài này được Duthie ex Bean mô tả khoa học đầu tiên năm 1913.